# Meloe brevicollis
Meloe brevicollis је врста тврдокрилца из породице мајака (Meloidae).

## Распрострањење
Настањује већи део Eвропе. У Србији је распрострањена у Војводини, централном, источном и југоисточном делу земље.

## Животни циклус
Након периода парења, женка мајка копа рупе у земљи у које полаже јаја. 
Из јаја се развијају ларве које паразитирају у гнездима солитарних пчела, хранећи се нектаром и поленом.
У гнездима метаморфорзирају до стадијума одраслог инсекта.